# Hamete
Hamete (jap. ハメ手) ist ein japanischer spieltechnischer Begriff, der im Go-Spiel verwendet wird.
Es handelt sich um eine Art lokale Eröffnungsfalle, einen Trickzug also, der im Gegensatz zum Tesuji nicht korrekt ist. Meist ist es eine Abweichung einer üblichen Standardspielweise (Joseki), auf die hin die naheliegende Anfängerabwicklung dem Hametespieler einen Vorteil verschafft, der ihm nicht zusteht. Kenntnisse über den Schutz vor Hamete gehören zum Josekistudium dazu und unterscheiden das Studium vom bloßen Auswendiglernen des Standards.